# Domvs Portvs
Domvs Portvs eller Domus Portus er en beboelsesejendom på 16 etager i Østbanegade på Østerbro i København. Huset er tegnet af Ole Hagen og bygget 1960-61. Før opførelsen lå der Det danske Kulkompagnis garageanlæg (1926 af Emanuel Monberg).
Skuespilleren Ole Ernst boede i bygningen til sin død. 
Domvs Portvs er den korrekte stavemåde og betyder "huset ved havnen" på latin. Selskabslokalerne i stueetagen hedder dog No1 Domus Portus.